# Frontino (Antioquia)
Frontino is een gemeente in het Colombiaanse departement Antioquia. De gemeente telt 18.573 inwoners (2005).

## Zie ook

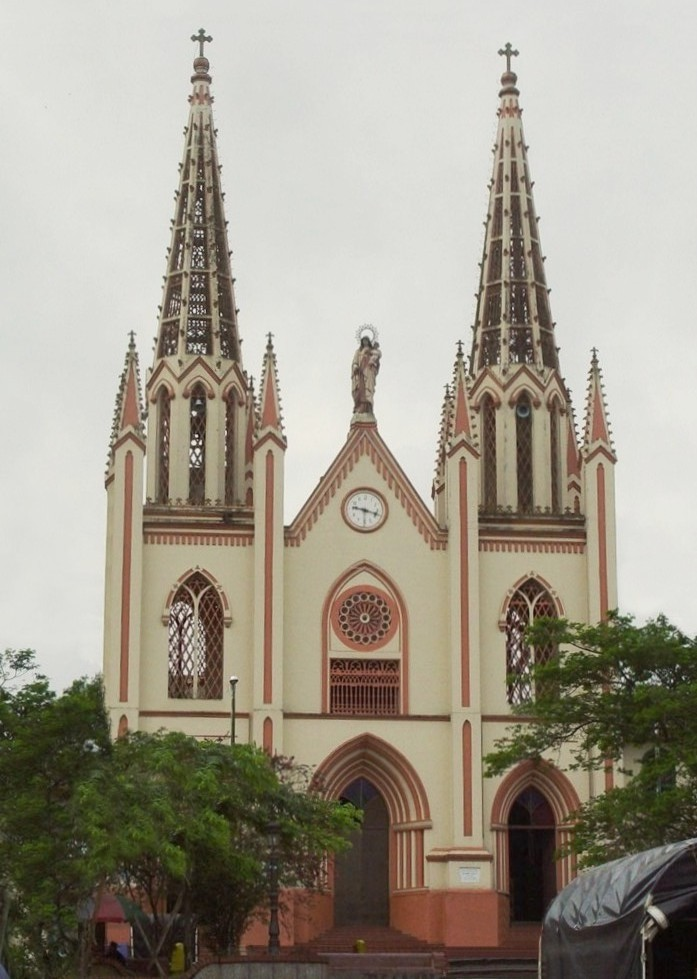
Kerk van Frontino